# Павлович, Иосиф Яковлевич
Ио́сиф (О́сип) Я́ковлевич Павло́вич (16 апреля 1867 — 1919, Киев) — русский журналист, член III Государственной думы от Минской губернии.

## Биография
Православный. Из мещан. Землевладелец (80 десятин).
Окончил Нежинскую гимназию и филологический институт при Лейпцигском университете.
По окончании института вернулся в Россию, с 1890 года преподавал древние и новые языки в Минской гимназии. Активно сотрудничал в газетах «Минская речь» и «Минское слово», был корреспондентом «Нового времени» в Минске и Северо-Западном крае. Был членом Союза русского народа.
В 1907 году был избран членом III Государственной думы от Минской губернии. Входил во фракцию октябристов, с 3-й сессии — в русскую национальную фракцию. Состоял докладчиком комиссий по народному образованию и по запросам, а также членом комиссий: финансовой, по запросам, по вероисповедальным вопросам, по народному образованию, по местному самоуправлению, о гимназиях и подготовительных училищах, о чиншевом праве, о неприкосновенности личности.
С введением в Минской губернии земских учреждений был избран гласным Минского уездного земства (1911—1914). С 1912 года был директором киевской гимназии «Группы родителей» (позднее — Киевской 8-й), располагавшейся по адресу Николаевская площадь, 4. Был действительным членом Киевского клуба русских националистов.
В мае 1919 года был расстрелян Киевской ЧК.